# Första brasilianska republiken
Första brasilianska republiken eller República Velha ([ʁeˈpublikɐ ˈvɛʎɐ], Gamla republiken) kallas i Brasiliens historia åren 1889-1930. Det hela slutade 1930 med den militärkupp där Getúlio Vargas tog över.
Konstitutionen från 1891 gällde under större delen av perioden.

## Historia
Den 15 november 1889 utropades republiken "Brasiliens förenta stater", och brasilianska kejsardömet som upprättats 1822 avskaffades.

### Fotnoter
1. ↑  ”Brazil” (på engelska). World Statesmen. 6 mars 1889. http://www.worldstatesmen.org/Brazil.html. Läst 19 juli 2015.
2. ↑  ”CONSTITUIÇÃO DA REPÚBLICA DOS ESTADOS UNIDOS DO BRASIL, DE 1891”. pdba.georgetown.edu. https://pdba.georgetown.edu/Constitutions/Brazil/brazil1891.html. Läst 7 november 2022.